# Johanneïsch vraagstuk

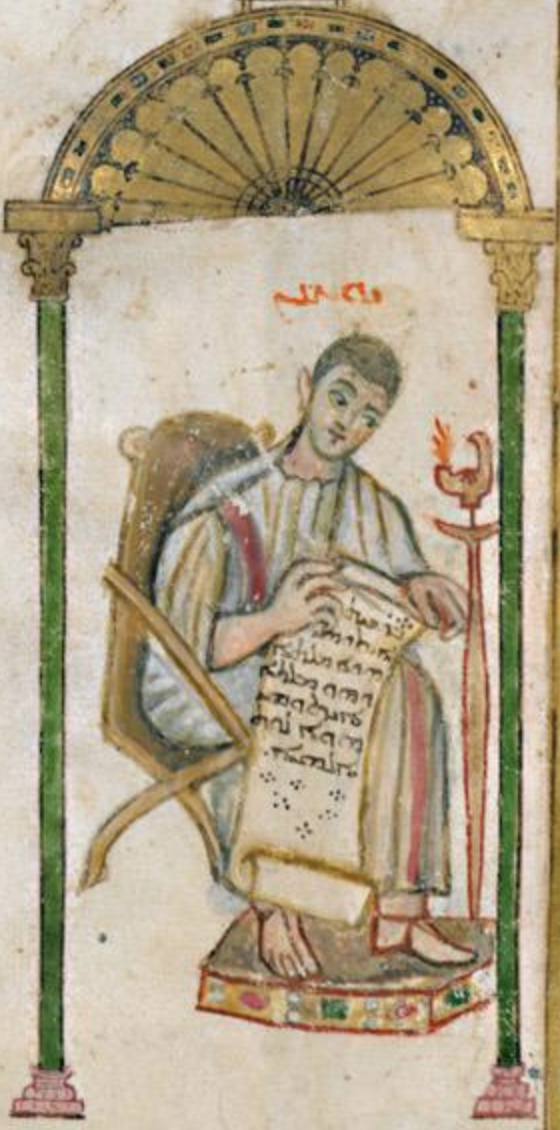
Johannes de Evangelist, Rabbula-evangeliën

Het Johanneïsch vraagstuk betreft het auteurschap van de werken in het Nieuwe Testament die traditioneel worden toegeschreven aan de apostel Johannes. Deze werken betreffen het Evangelie volgens Johannes, de drie brieven van Johannes en de Openbaring van Johannes. Dit vraagstuk speelt al sinds de 2e eeuw. Het vraagstuk richt zich hoofdzakelijk op de identiteit van de auteur(s), maar ook op de datering van de werken en waar deze ontstonden en werden geschreven.

## Auteurschap van het Evangelie volgens Johannes
Het evangelie is anoniem; de auteur noemt zijn naam niet in de tekst. Oorspronkelijk had dit geschrift geen naam; de titel, "Evangelie volgens Johannes", is er pas later, toen men aannam dat het was geschreven door de apostel Johannes, aan gegeven. Omdat hierdoor gewoonlijk naar de auteur werd verwezen als "Johannes", werd de aanduiding "Johannes de Evangelist" geïntroduceerd, om een onderscheid met de apostel te maken als het om de auteur ging.
Volgens Urban Camillus von Wahlde, hoogleraar nieuwetestamentstudies aan de Loyola-universiteit Chicago, is er geen extern bewijsmateriaal bekend dat in verband kan worden gebracht met de auteur van het vierde evangelie. Men kan alleen het evangelie van Johannes zelf bestuderen om de auteur ervan te achterhalen.

### De leerling van wie Jezus veel hield
Er wordt algemeen aangenomen dat er naar de auteur van het evangelie wordt verwezen in Johannes 21:24 met de beschrijving "de leerling van wie Jezus veel hield":
Het is deze leerling die over dit alles getuigenis aflegt, en het ook heeft opgeschreven. Wij weten dat zijn getuigenis betrouwbaar is.— Johannes 21:24
Deze uitdrukking komt zes keer voor in dit evangelie (Johannes 13:23; 19:26; 20:2; 21:7,20,24), maar het is niet duidelijk op welke leerling het betrekking heeft. Dit heeft eeuwenlange discussies opgeleverd en is heden nog steeds niet opgehelderd.

### Apostel Johannes
Traditioneel werd aangenomen dat de apostel/discipel/leerling Johannes, de zoon van Zebedeüs, de auteur is van het vierde evangelie in het Nieuwe Testament, dat daarom later de naam 'Evangelie volgens Johannes' heeft gekregen.:31:45 Irenaeus, bisschop van Lyon vanaf ca. 177 tot ca. 202 n.Chr., schreef dat Johannes het boek op hoge leeftijd te Efeze heeft (uit)gegeven. Irenaeus noemde als bron Polycarpus van Smyrna, die rond 155 op 85-jarige leeftijd stierf en zelf Johannes nog gekend had. Polycrates, bisschop van Efeze, schreef over Johannes als getuige en leraar. Er is wel gedacht dat er verwarring is ontstaan met Johannes de Presbyter (70-146 n.Chr.) en wordt genoemd door Papias. Papias zelf maakte onderscheid tussen deze Johannes en de apostel. In de Canon Muratori (geschreven eind 2e eeuw) staat bijvoorbeeld al: "Het vierde van de Evangeliën is dat van Johannes, [een] van de discipelen." Deze opvatting is echter ook vaak betwijfeld en wordt unaniem verworpen door moderne Bijbelwetenschappers.
Een van de redenen is dat Johannes pas in de loop van de tweede eeuw als auteur wordt genoemd, waarbij onduidelijk is hoe betrouwbaar die meldingen zijn. Bovendien blijkt uit de tekst van het Nieuwe Testament dat de apostelen van Jezus allemaal Aramees-sprekende plattelanders waren, zoals vissers en ambachtslieden die zeer waarschijnlijk ongeletterd waren. In Handelingen 4:13 worden Johannes en Petrus zelfs expliciet ongeletterd genoemd. Zodoende zou Johannes intellectueel niet eens in staat zijn geweest om het Vierde Evangelie te schrijven, laat staan in het Koinè-Grieks.:13:20
Von Wahlde merkt op dat de auteur veel nadruk legt op Judea en de plaatsen daar goed kent, dus waarschijnlijk daarvandaan komt, terwijl de apostel Johannes uit Galilea kwam. In tegenstelling tot de apostel Johannes moet de auteur van het evangelie op basis van zijn stijl en kennis van Griekse taal en grammatica goed onderlegd zijn.:32:41 Er zijn ook gebeurtenissen die worden beschreven in de synoptische evangeliën waar Johannes Zebedeüszoon bij was, maar niet in het vierde evangelie voorkomen. De apostel Johannes wordt überhaupt niet genoemd in het Evangelie volgens Johannes; er wordt alleen gewag gemaakt van 'de zonen van Zebedeüs' in 21:2. Zelfs als men aanneemt dat het aantal zonen van Zebedeüs twee was en dat een van hen Johannes heette, de andere Jakobus, zoals in de synoptische evangeliën wordt verteld, wordt er in het vierde evangelie geen enkel duidelijk verband gelegd tussen hem en de geliefde discipel die vijf verzen later (21:7) wordt genoemd. Professor Von Wahlde concludeert dat het 'zeer onwaarschijnlijk' is dat de 'geliefde discipel' moet worden geïdentificeerd met Johannes, zoon van Zebedeüs.

### Johannes de Presbyter
Verschillende onderzoekers denken dat Johannes de Presbyter de auteur van het evangelie was. Nieuwtestamenticus Richard John Bauckman denkt dat Johannes de Presbyter ook de leerling van wie Jezus veel hield was en bovendien de auteur van de drie Johannesbrieven.

### Johannes van Patmos
De auteur van de Openbaring van Johannes noemde zich Johannes en schreef dat hij zijn openbaring kreeg op Patmos (Openbaring 1:9); vandaar wordt hij ook wel Johannes van Patmos genoemd. Al vroeg werd deze Johannes gelijkgesteld aan de apostel Johannes, die hiermee in die traditie zowel het evangelie van Johannes zou hebben geschreven als de Openbaring van Johannes. 
Deze gelijkstelling wordt verworpen door vrijwel alle hedendaagse wetenschappers om de volgende redenen:
- Johannes van Patmos had zeer waarschijnlijk een Semitische taal als moedertaal, vermoedelijk het Aramees, en Grieks slechts als tweede taal. Dit blijkt uit tal van grammaticale fouten die hij maakt en een typisch Semitisch patroon vertonen. Dit in tegenstelling tot het vierde evangelie, op schrift gesteld door iemand die zich in vloeiend Grieks kon uitdrukken.
- Zowel het evangelie als de Openbaring vergelijken Jezus met een lam, maar in het evangelie wordt daarvoor het woord amnos gebruikt, terwijl dat in Openbaring arnion is.
- Johannes van Patmos schrijft als een Joods christen en verwijst naar Jezus als degene "die de sleutel van David heeft" (Openbaring 3:7) en "de leeuw uit de stam Juda, de telg van David" (Openbaring 5:5). Hij veroordeelde ook de gemeenten die de uitleg van Paulus volgden inzake het eten van offervlees (Openbaring 2:14,20). Bovendien schreef hij dat de uitverkoren heiligen geen heidenen waren, maar 144.000 "afkomstig uit elke stam van Israël", waarbij 12.000 uit elke specifiek genoemde stam (Openbaring 7:4-9). Zij worden tegenover een "onafzienbare menigte" gesteld, "uit alle landen en volken" (Openbaring 7:9).

Derhalve is de consensus onder geleerden dat er sprake moet zijn van twee verschillende personen.:27:02

### Wetenschappelijke consensus
Onderzoek in de tweede helft van de twintigste eeuw heeft aangetoond dat de theorie dat het Evangelie volgens Johannes door een enkel persoon zou zijn geschreven niet houdbaar is. Waarschijnlijk is het - net als de synoptische evangeliën - ontstaan door het samenvoegen van perikopen en een redactioneel proces. Een belangrijk argument hierin is de wijze waarop in het evangelie over "wij" wordt gesproken:
Wij weten dat zijn getuigenis betrouwbaar is.— Johannes 21:24
"Wij weten" (Grieks: οἴδαμεν oidamen) is hier eerste persoon meervoud. Deze vorm is geen pluralis modestiae of redactioneel meervoud, maar een "echt" meervoud. De auteur beschouwde zich als onderdeel van een collectief, een groep mensen die de getuigenis van "de leerling" aanhoorde; hij was niet de leerling zelf. De auteur van het evangelie was dus ook geen ooggetuige van de gebeurtenissen die hij beschrijft.:4:37
De enige andere keer dat de auteur naar zichzelf verwijst, is in het allerlaatste vers 21:25 met οἶμαι (oimai, "ik denk"):
Jezus heeft nog veel meer gedaan: als al zijn daden, een voor een, opgeschreven zouden worden, zou de wereld, denk ik, te klein zijn voor de boeken die dan geschreven moesten worden.
Dit wijst erop dat de auteur een selectie heeft gemaakt van alle verhalen die hij over Jezus heeft gehoord en alleen de daden heeft opgeschreven die hij het belangrijkst vond.
De consensus is dat de auteur van de uiteindelijke redactionele versie van het Evangelie volgens Johannes waarschijnlijk deel uitmaakte van een - geconstrueerde of echte - groep die bekend staat als de "Johanneïsche gemeente" of "Johanneïsche gemeenschap", of ook wel "Johanneïsche school" of "Johanneïsche kring" wordt genoemd.

## Auteurschap van de brieven van Johannes
Geen van de brieven van Johannes vermeldt een auteur. Al vroeg in de traditie werd de apostel Johannes aan deze Johannesbrieven verbonden. 
De drie Johannesbrieven vertonen onderlinge overeenkomsten in stijl en thematiek maar niet met het Evangelie volgens Johannes en de Openbaring van Johannes, hoewel er onderzoekers zijn die vinden dat al deze Johanneïsche werken overeenkomen.
De wetenschappelijke consensus is dat 1 Johannes ook is geschreven door een lid of leden van de "Johanneïsche gemeenschap", zoals ook het Evangelie volgens Johannes. Van 2 Johannes en 3 Johannes wordt aangenomen dat deze werden geschreven door Johannes de Presbyter.
Volgens nieuwtestamenticus Richard Bauckman was Johannes de Presbyter de auteur van het Evangelie volgens Johannes en de drie Johannesbrieven.

## Auteurschap van de Openbaring van Johannes
De schrijver noemt zich Johannes (Openbaring 1:9). In de vroege kerk was men er vanaf de 2e eeuw n.Chr. van overtuigd dat hij dezelfde was als de apostel Johannes. In de Oosters-orthodoxe kerken was dit omstreden en werd de Openbaring lange tijd niet gerekend tot de canon van het Nieuwe Testament. Om een onderscheid te maken tussen Johannes de apostel en Johannes de auteur van de Openbaring ook wel Johannes van Patmos wordt genoemd, omdat hij schreef dat hij zijn openbaring kreeg op Patmos (Openbaring 1:9).
Papias († ca. 130 n.Chr.) schreef het boek een apostolische herkomst toe, net als Justinus de Martelaar († ca. 165 n.Chr.). Ireneüs zei uitdrukkelijk dat de apostel Johannes de auteur was, en dit werd bevestigd door Clemens van Alexandrië († ca. 215) en Tertullianus († na 220). Origenes († ca. 254) schreef: "Johannes, die aan de borst van Jezus lag, liet uiteindelijk een evangelie na. ... Hij schreef de Apocalyps."
Deze opvatting wordt in de huidige exegese niet meer gehanteerd. De taalkundige, inhoudelijke en stijlkundige afwijkingen worden hiervoor genoemd. De auteur van Openbaring beweert nergens een apostolisch gezag te hebben, in tegenstelling tot Paulus. Hij noemde hiervoor driemaal zijn naam (Openbaring 1:4,9; 22:8), terwijl de auteur van het Johannesevangelie het noemen van zijn naam vermeed en steeds sprak over "de discipel die Jezus liefhad". Ook Dionysius van Alexandrië († 264) droeg volgens Eusebius van Caesarea al argumenten aan, op basis waarvan hij meende dat de auteur van de Openbaring niet dezelfde is als de schrijver van het evangelie.
Tegenwoordig wordt aangenomen dat de auteur een vroegchristelijke profeet was, die zich tot een groep profeten rekende, zijn medeprofeten (Openbaring 22:9). Het taalgebruik en de denkwereld wijzen op een herkomst uit het Joodse christendom in Palestina. In de tekst zelf schreef de auteur dat hij verbannen was naar Patmos, voor de kust van Efeze (Openbaring 1:9).

## Johannes - de zoon van Zebedeüs
De synoptische evangeliën maken gewag van ene Johannes die de zoon was van Zebedeüs en de broer van Jakobus (Matteüs (4:21-22, 10:2, Marcus 1:19-20, 3:17, 10:35 en Lucas 5:10). Alle drie waren visser van beroep aan het Meer van Galilea, maar Johannes en Jakobus lieten hun vader achter om Jezus te volgen.
De duiding 'Johannes, de zoon van Zebedeüs' komt in het Johannes-evangelie geheel niet voor.:32:00 In het evangelie worden wel 'de zonen van Zebedeüs' genoemd (Johannes 21:2), maar niet bij naam. Het vierde evangelie is bovendien het enige van de vier canonieke evangeliën dat geen twaalf apostelen van Jezus bij naam noemt.
De naam "Johannes" wordt hooguit 23 keer genoemd in het Evangelie volgens Johannes, maar in geen enkele van die gevallen verwijst deze naar een leerling van Jezus.